# Gelbbauch-Kletterratte
Die Gelbbauch-Kletterratte (Tylomys fulviventer) ist ein in Panama endemisches Tier in der Gattung der Kletterratten. Die taxonomische Abgrenzung zur Mira-Kletterratte (Tylomys mirae) und zur Panama-Kletterratte (Tylomys panamensis) sollte in zukünftigen Studien bestätigt werden.

## Merkmale
Erwachsene Exemplare sind ohne Schwanz etwa 218 mm lang und die Schwanzlänge beträgt etwa 233 mm. Gewichtsangaben fehlen. Die Fellfarbe geht von der dunkelbraunen Oberseite zur Unterseite in ein helleres Braun über. Kennzeichnend sind dunkle Extremitäten und ein Schwanz, der im vorderen Bereich grau sowie an der hinteren Hälfte fleischfarben ist. Die vier Zitzen der Weibchen liegen im Leistenbereich.

## Verbreitung
Die Art ist nur aus dem Nationalpark Darién im Süden Panamas bekannt. Sie hält sich in Regenwäldern und anderen feuchten Wäldern auf. Vermutlich ernährt sich die Gelbbauch-Kletterratte von Blättern, Pflanzensamen und Früchten. Ein Exemplar wurde am Boden registriert.

## Gefährdung
Straßenbauprojekte im Umfeld des Nationalparks können sich negativ auf den Bestand auswirken. Die IUCN listet die Art mit ungenügende Datenlage (data deficient) da die Populationsgröße nicht bekannt ist.